# Turuchansk
Turuchansk (rusky Туруха́нск) je vesnice (selo) v Rusku se 4662 obyvateli (sčítání lidu 2010), správní sídlo stejnojmenného rajónu. Nachází se v Krasnojarském kraji na soutoku Dolní Tunguzky s Jenisejem, 1500 km severně od Krasnojarska a 120 km jižně od severního polárního kruhu. Město je postaveno na permafrostu, klima je subpolární: letní teploty dosahují přes 30 °C, kdežto v zimě se objevují až padesátistupňové mrazy. Turuchansk má letiště a říční přístav, nedaleko se nachází velké ropné pole Vankor.

## Historie
Původně byl založen v roce 1607 u řeky Turuchan jako jeden z prvních opěrných bodů kozáků na Sibiři. Stal se centrem obchodu s kožešinami a v roce 1785 byl povýšen na město, v roce 1822 však městská práva ztratil. V roce 1910 bylo rozhodnuto přestěhovat vesnici na příhodnější místo na opačném břehu Jeniseje, původní osada dostala název Staroturuchansk. V roce 1989 zde žilo téměř devět tisíc obyvatel, od té doby počet klesl na polovinu.
Za carského Ruska i Sovětského svazu směřovaly do Turuchanska transporty politických vyhnanců. Nuceně zde pobývali Josif Vissarionovič Stalin, Julij Osipovič Martov, Jakov Sverdlov, Aron Solc, Lev Kameněv, Ariadna Efronová a Luka Vojno–Jaseněcký, také sem byli za druhé světové války přesídleni povolžští Němci.

## Galerie

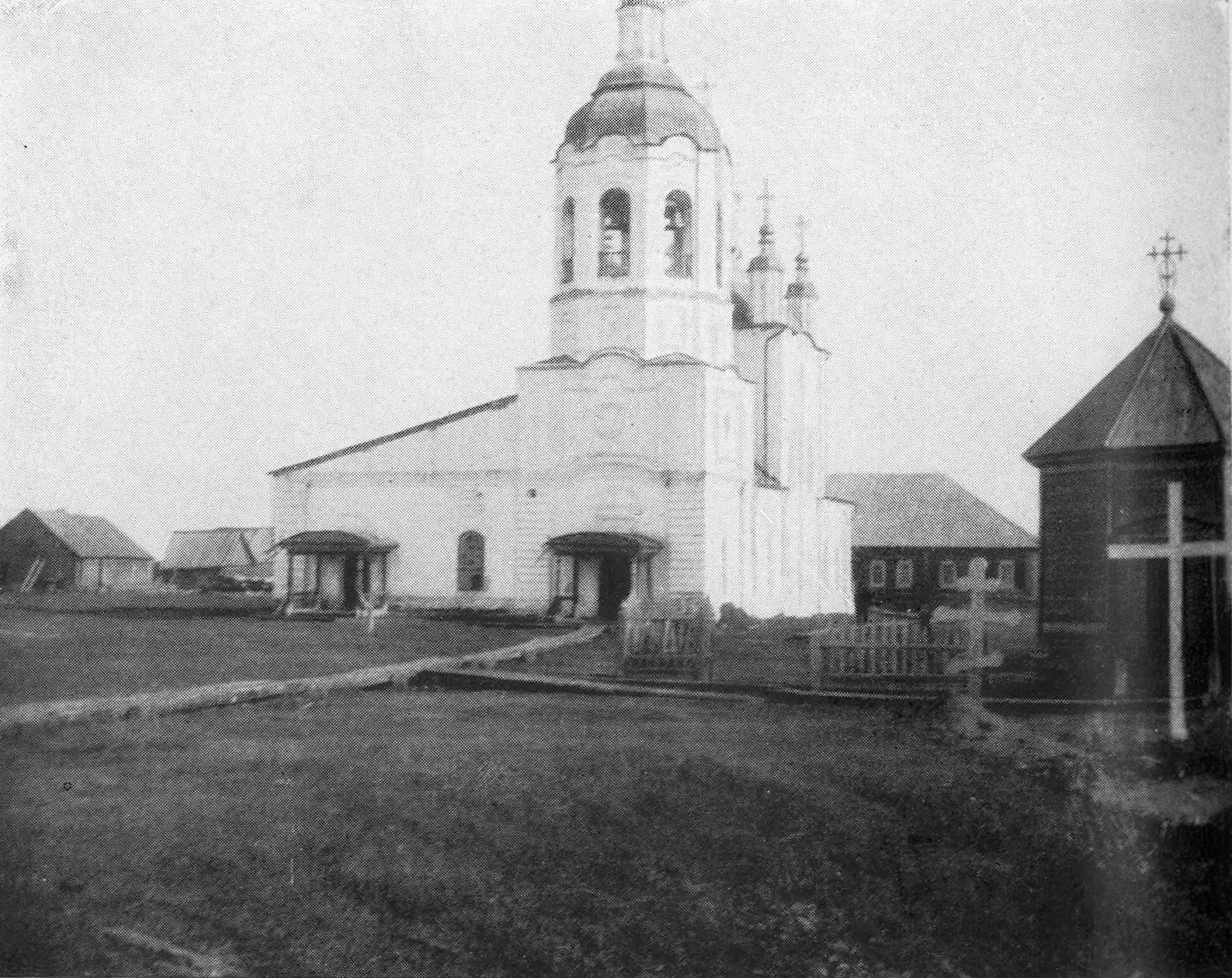
Monastýr s kostelem (1913)
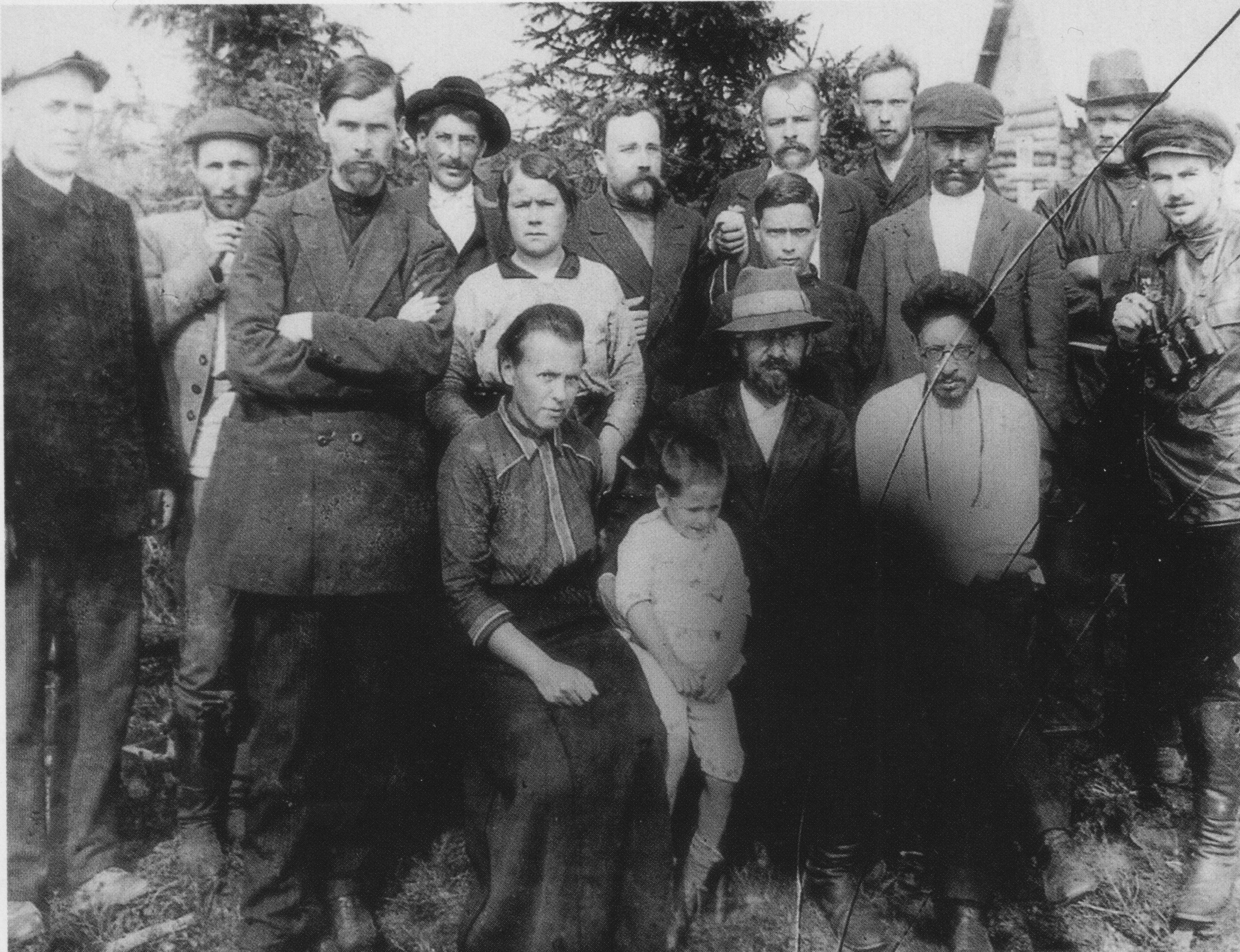
Stalin, Kameněv, Sverdlov a další bolševici ve vyhnanství v Turuchansku (1915)
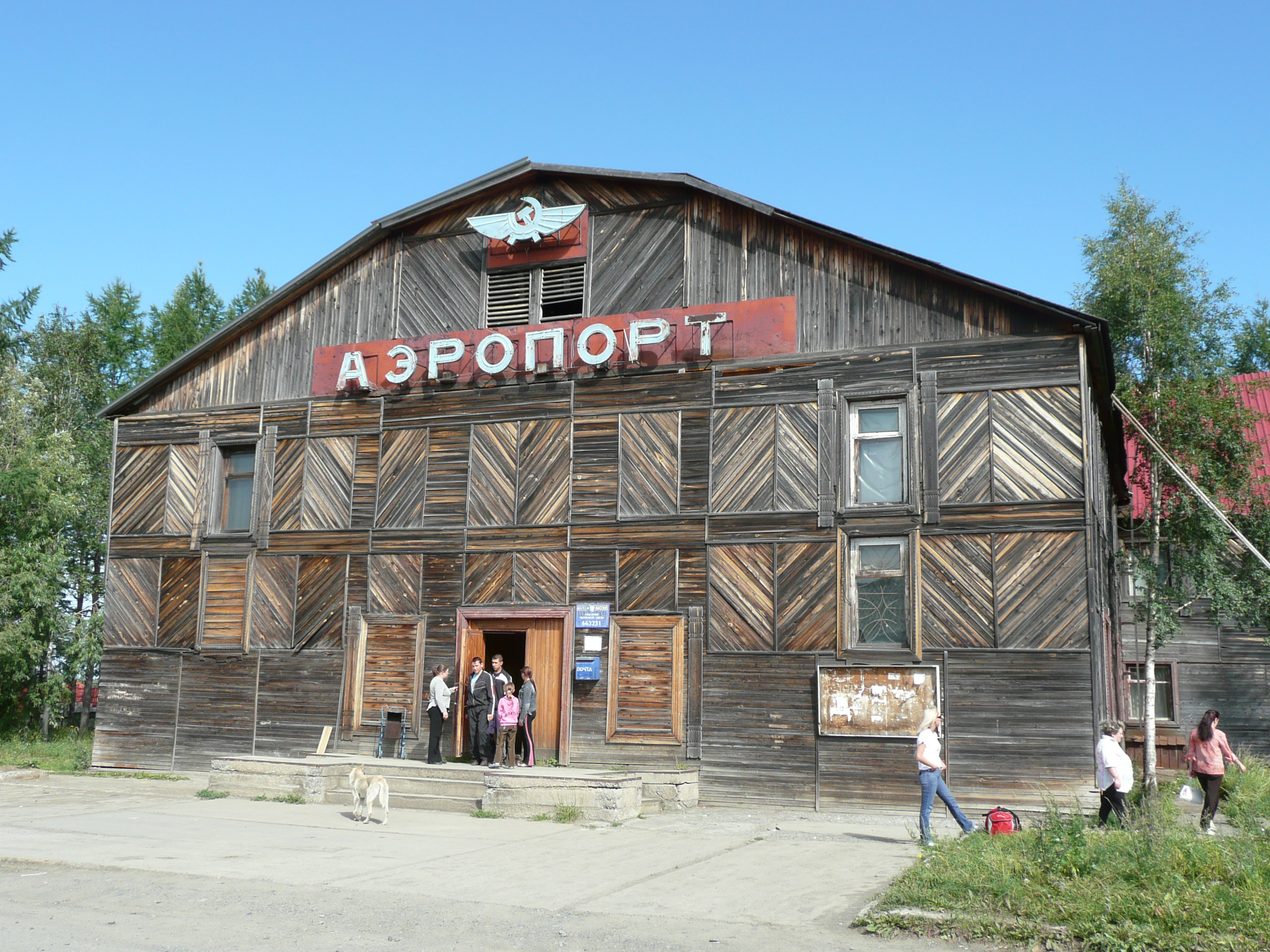
Letiště (2008)
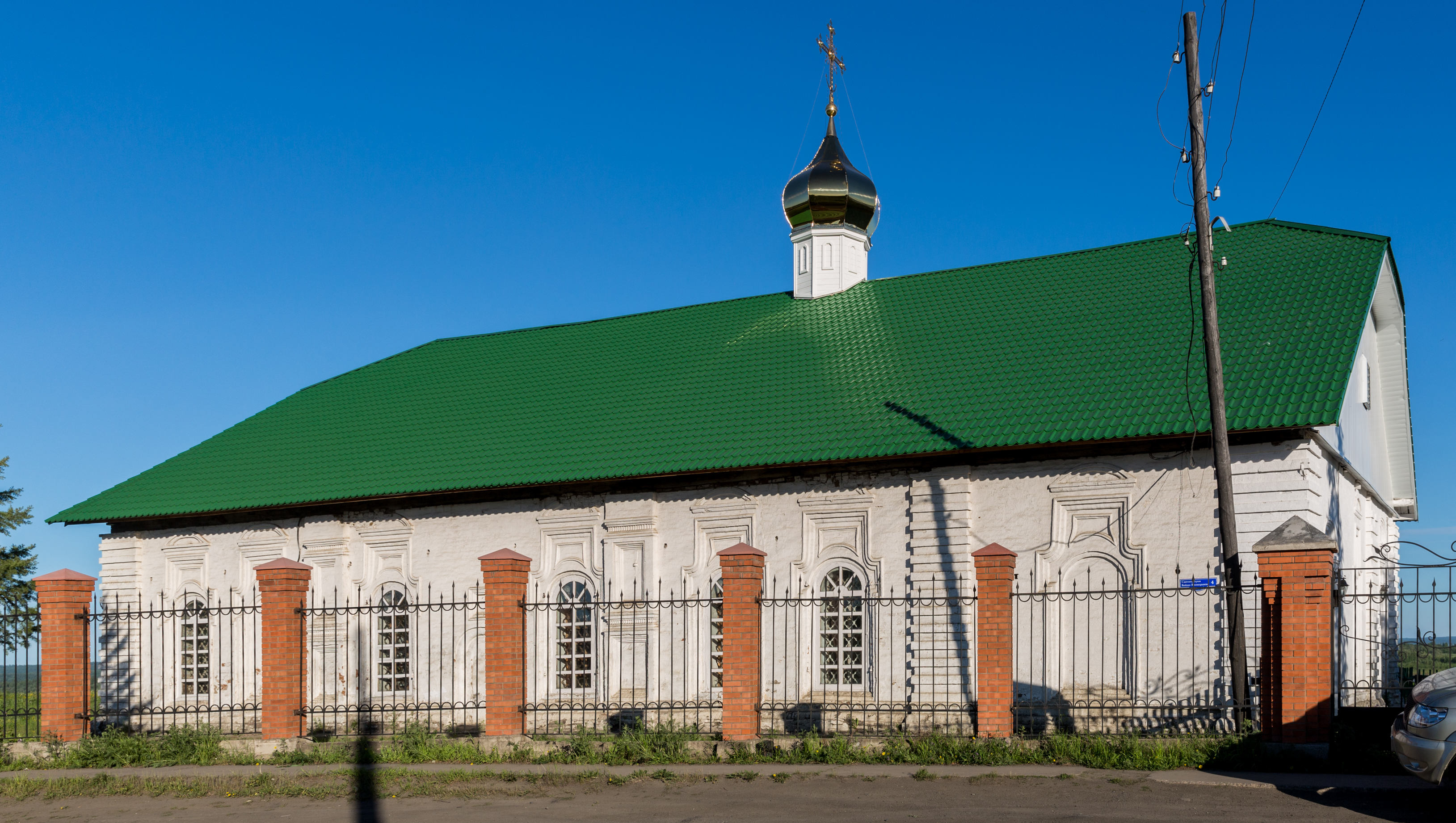
Kostel (2016)